# Nós Que Aqui Estamos por Vós Esperamos
"Nós que aqui estamos por vós esperamos" é um documentário brasileiro de 1999, dirigido por Marcelo Masagão.
Masagão traz o filme como memórias do século XX. O filme retrata de uma verdadeira volta ao mundo no seu contexto histórico, econômico e cultural. Banaliza a vida e a morte para nos fazer refletir sobre ela.
Inspirado na  leitura cinematográfica da obra Era dos Extremos, do historiador britânico Eric Hobsbawm,  mostra na produção, através da montagem das imagens produzidas no século XX e da música composta por Wim Mertens, o período de contrastes entre um mundo que se envolve em dois grandes conflitos internacionais, a banalização da violência, o desenvolvimento tecnológico, a esperança e a loucura das pessoas.
O filme usa imagens de arquivo de filmes clássicos (Tchelovek s kinoapparatom, Un Chien Andalou, The General, Le Voyage dans la Lune, Berlin: Die Sinfonie der Großstadt), fotos, pinturas, textos, nos quais o autor viajou a Nova Iorque para conseguir imagens que ligassem fatos acontecidos, e histórias de pessoas normais com toda a revolução e acontecimentos históricos do tempo em que elas emergiram. O filme é considerado um documentário ficcional, segundo o diretor um "filme-memória", com imagens reais e textos criados por Masagão.
O título do filme vem do letreiro disposto em um cemitério localizado na cidade de Paraibuna, no interior do Estado de São Paulo, onde se lê a mesma frase "Nós que aqui estamos, por vós esperamos" acontecimentos da vida de pessoas no século XX, com mortes banalizadas mas que de alguma forma contribuíram para a construção da história.
Apesar de não ter sido apresentado em muitos cinemas e nem ter ficado muito tempo em cartaz, foi premiado no Festival de Gramado em 1999 por sua montagem e no Festival do Recife como melhor filme, melhor roteiro e melhor montagem. Sua produção custou cerca de 140 mil reais, sendo 80 mil direcionados somente para o pagamento de direitos autorais de imagens e fragmentos de vídeos. É considerado material didático, apresentando uma soma de imagens impactantes e reais, que optam pela subjetividade (inspiração em Freud). Masagão disse que as imagens falam por si só, não se faz necessária narração e nem explicação, apenas a correlação entre cenas, ideias e imagens e as citações dos 'grandes da história'.